# Amy Holden Jones
Amy Holden Jones (* 1955) ist eine US-amerikanische Drehbuchautorin. Sie war auch als Filmregisseurin und Editorin tätig.

## Leben
Amy Holden Jones studierte Kunstgeschichte und Filmwissenschaft in Massachusetts. Mit ihrem ersten Kurzfilm A Weekend Home erregte sie 1975 Aufmerksamkeit in der Filmwelt und wurde dann als Filmeditorin tätig. 1982 erschien mit The Slumber Party Massacre ihr Filmdebüt als Autorin und Regisseurin. Zu ihren Arbeiten als Drehbuchautorin gehört Ein Hund namens Beethoven, der eine Filmreihe begründete. 2014 schuf sie die Serie Black Box und 2018 Atlanta Medical, bei beiden Serien war sie auch als Executive Producer tätig.

## Filmografie (Auswahl)
- 1982: The Slumber Party Massacre (+ Regie)
- 1983: Love Letters (+ Regie)
- 1987: Traumfrau vom Dienst (Maid to Order)
- 1988: Pizza Pizza – Ein Stück vom Himmel (Mystic Pizza)
- 1992: Ein Hund namens Beethoven (Beethoven)
- 1993: Ein unmoralisches Angebot (Indecent Proposal)
- 1994: Getaway
- 1996: Tödliche Verschwörung (The Rich Man’s Wife, auch Regie)
- 1997: Das Relikt (The Relic)
- 2014: Black Box (Fernsehserie)
- seit 2018: Atlanta Medical (The Resident, Fernsehserie)